# Woodhatch
Woodhatch – wieś w Anglii, w hrabstwie Surrey, w dystrykcie Reigate and Banstead. Leży 39 km na południowy wschód od centrum Londynu.